# Xã Liberty, Quận Adams, Pennsylvania
Xã Liberty (tiếng Anh: Liberty Township) là một xã thuộc quận Adams, tiểu bang Pennsylvania, Hoa Kỳ. Năm 2010, dân số của xã này là 1.237 người.